# Київська козаччина
Київська козаччина — масовий повстанський народний рух українців у Київській губернії та Чернігівській губернії 1855, спрямований проти національної і соціальної політики російського уряду в Україні та відродження Гетьманської держави.

## Передумови
Київська козаччина виникла на політичному та соціальному ґрунті, що вилилося у бажання відновити козацтво як суспільний стан і військове формування та відновлення Гетьманської України, як держави.
За словами дослідників ХІХ сторіччя, прагнення українців відродити вільне козацтво було «поголовним»:
| «Український народ своє становище під російською державою вважав неприродним і чекав на його кінець. На місцях він зберігав зброю дідів і прадідів і вірив, і відкрито висловлювався, що настане година, коли вона знадобиться... Зброя була відібрана випадково 1849 року»[1]. |
Приводом до селянських виступів стало оприлюднення під час Кримської війни 1853—1856 роках царського маніфесту, який закликав формувати народне ополчення і вирушати на війну. Серед селян Київщини почали поширюватися чутки про те що, записавшись до ополчення (в «козаки»), вони будуть звільнені від кріпосної залежності і одержать поміщицькі землі та майно. Селяни складали списки «вільних козаків», відмовлялися відробляти панщину і виконувати розпорядження місцевої адміністрації, створювали власні виборні органи самоврядування («сільські громади»).

## Повстання
Масовий селянський рух розпочався в лютому 1855 року у Васильківському повіті і незабаром охопив 8 із 12 повітів Київської губернії (понад 500 сіл), а також Конотопський повіт Чернігівської губернії (села Великий та Малий Самбір, Карабутове). Ватажками Київської козаччини були В. Бзенко, І. та М. Бернадські, М. Гайденко, П. Швайка та інші.
На придушення «козаччини» російський уряд кинув регулярні війська. У ряді сіл сталися криваві сутички селян з військами, найбільші з них — у містечках Корсуні й Таганчі (Канівський повіт; зараз село в Канівському районі Черкаської області) та селах Березні (Сквирський повіт), Биковій Греблі (Васильківський повіт), Яблунівці.